# Cocido lebaniego
El cocido lebaniego es uno de los platos gastronómicos típicos de Liébana, en Cantabria (España). Es un guiso de interior cuyos componentes esenciales son los pequeños garbanzos de Potes, las patatas y la berza (hoy en día es frecuente el uso de repollo por falta de berza) a los que se añade el compango procedente de la matanza del cerdo (chorizo, morcilla, tocino, hueso de jamón), además de carne de ternera (cecina, hueso de rodilla y zancarrón) y relleno, que es una masa hecha de miga de pan, huevo, chorizo y perejil.
Es muy similar a otros cocidos existentes en España como el cocido madrileño. 

## Características
Es un plato fuerte con un gran aporte calórico, por lo que se suele comer como plato único, degustándose primero la sopa, después los garbanzos (en ocasiones con una ensalada de lechuga), y por último las carnes junto con el relleno, aunque también pueden comerse los garbanzos y la carne conjuntamente.
- Datos: Q581701